# Момчиловича Коса
Момчиловича Коса (хорв. Momčilovića Kosa) — населений пункт у Хорватії, у Сисацько-Мославинській жупанії у складі міста Глина.

## Населення
Населення за даними перепису 2011 року становило 36 осіб.
Динаміка чисельності населення поселення:

## Клімат
Середня річна температура становить 10,62 °C, середня максимальна – 24,85 °C, а середня мінімальна – -6,16 °C. Середня річна кількість опадів – 1056 мм.
| Клімат поселення                              | Клімат поселення | Клімат поселення | Клімат поселення | Клімат поселення | Клімат поселення | Клімат поселення | Клімат поселення | Клімат поселення | Клімат поселення | Клімат поселення | Клімат поселення | Клімат поселення | Клімат поселення |
| Показник                                      | Січ.             | Лют.             | Бер.             | Квіт.            | Трав.            | Черв.            | Лип.             | Серп.            | Вер.             | Жовт.            | Лист.            | Груд.            |                  |
| Середній максимум, °C                         | 6,78             | 8,66             | 13,00            | 17,26            | 21,68            | 24,85            | 24,00            | 23,42            | 19,96            | 15,14            | 9,54             | 5,25             |                  |
| Середня температура, °C                       | 0,30             | 2,18             | 6,54             | 10,80            | 15,20            | 18,38            | 20,12            | 19,54            | 16,09            | 11,26            | 5,67             | 1,38             |                  |
| Середній мінімум, °C                          | −6,16            | −4,29            | 0,06             | 4,33             | 8,73             | 11,91            | 16,24            | 15,66            | 12,21            | 7,37             | 1,79             | −2,5             |                  |
| Норма опадів, мм                              | 65               | 65               | 74               | 88               | 91               | 99               | 93               | 94               | 97               | 99               | 107              | 84               |                  |
| Середньомісячна швидкість вітру, м/с          | 1.70             | 1.83             | 2.21             | 2.12             | 1.96             | 1.80             | 1.71             | 1.60             | 1.60             | 1.70             | 1.74             | 1.77             |                  |
| Середньомісячна сонячна радіація, кДж/м²·день | 4339             | 7095             | 10724            | 15177            | 19344            | 21417            | 22643            | 19473            | 14431            | 9111             | 4834             | 3593             |                  |
| --------------------------------------------- | ---------------- | ---------------- | ---------------- | ---------------- | ---------------- | ---------------- | ---------------- | ---------------- | ---------------- | ---------------- | ---------------- | ---------------- | ---------------- |
| Джерело:                                      |                  |                  |                  |                  |                  |                  |                  |                  |                  |                  |                  |                  |                  |